# Varend monument

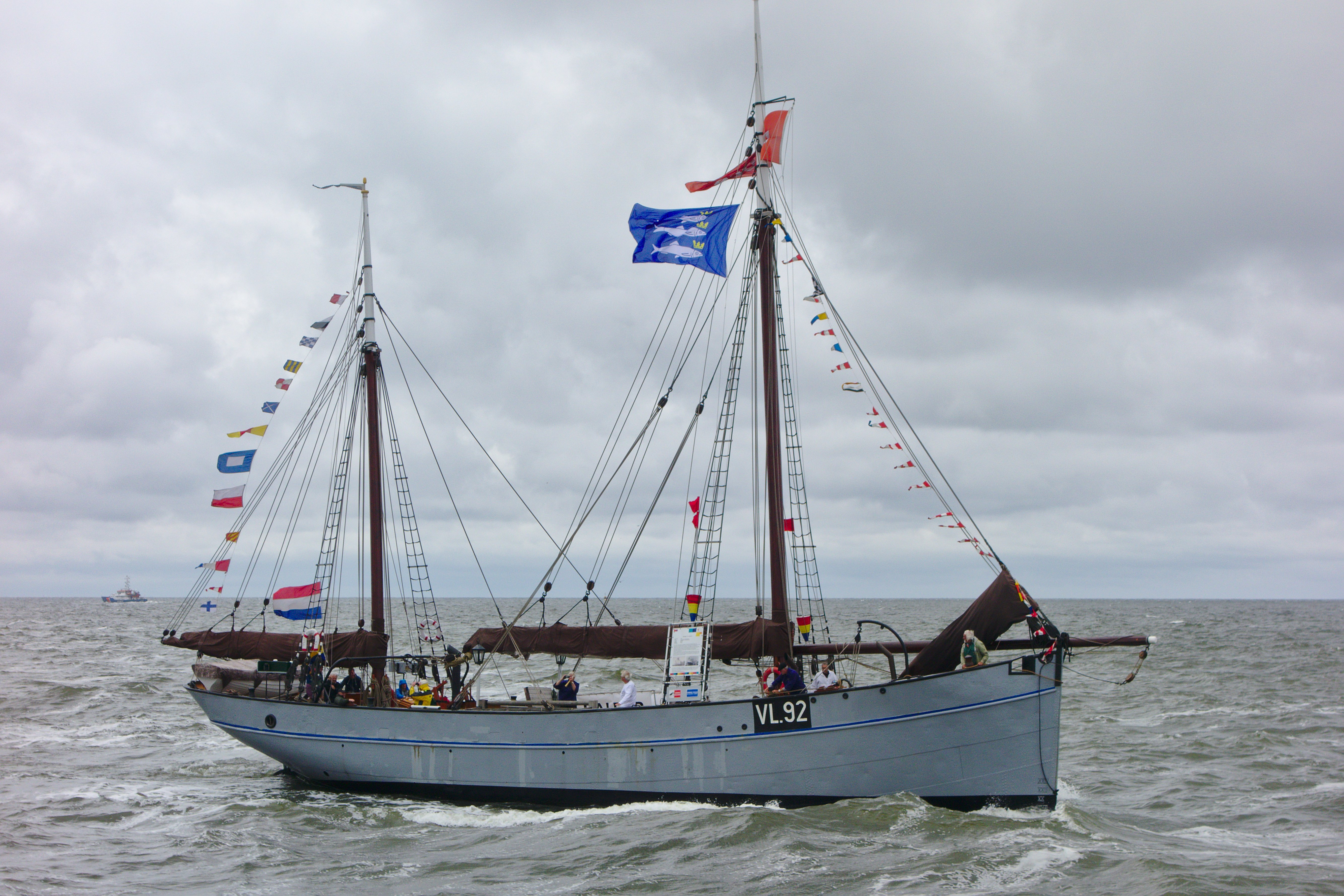
De VL92 Balder, een varend monument

Een Varend Monument® is in Nederland een schip, dat is opgenomen in het Register Varend Erfgoed Nederland van de Federatie Varend Erfgoed Nederland - FVEN en voldoet aan zowel de algemene criteria van het Register als aan de specifieke criteria - volgens de betreffende behoudsorganisatie BO - voor het type schip.
De term Varend Monument is geregistreerd bij het Benelux Merkenbureau: alleen schepen die in het Register Varend Erfgoed Nederland ingeschreven staan mogen als Varend Monument® aangeduid worden.

## Geschiedenis
In samenwerking met het Ministerie van Onderwijs, Cultuur en Wetenschap is door de Stichting Federatie Oud Nederlandse Vaartuigen (FONV), tegenwoordig de Stichting Federatie Varend Erfgoed Nederland geheten, het Nationaal Register Varende Monumenten ontwikkeld, dat tegenwoordig het Register Varend Erfgoed Nederland heet. De Registercommissie van de FVEN beheert dit register. Iedere eigenaar van een historisch bedrijfsvaartuig kan zijn schip bij zijn eigen behoudsorganisatie voordragen voor opname in het register. Als het schip na beoordeling door een schouwcommissie van die behoudsorganisatie aan zekere voorwaarden voldoet, kan het in het register worden opgenomen. Voldoet het aan alle gestelde eisen, dan kan het opgenomen worden als varend monument®.
Sinds medio 1995 is het RVEN begonnen met het inschrijven van schepen. Eind 2007 waren meer dan 2500 schepen ingeschreven, waarvan meer dan duizend als varend monument®.

## Werkwijze
In de sectie Varende Monumenten van de FVEN hebben deskundigen van verschillende scheepstypen zitting, alsmede een vertegenwoordiger van Stichting Advies Bureau Industrieel Erfgoed Nederland (STABIEN). De sectie ontwikkelt algemene criteria, aan de hand waarvan individuele schepen in de klasse C: Historisch Casco, kunnen worden ingedeeld. De behoudsorganisaties zelf stellen per scheepstype meer specifieke criteria op, aan de hand waarvan de individuele schepen in de klasse B kunnen worden ingedeeld. Als daarbij aan alle eisen wordt voldaan, kunnen ze worden aangemerkt als varend monument. Beoordeling en aanleveren van de scheepsgegevens aan het Register is een taak van de Schouwcommissies.

## Aangesloten behoudsorganisaties
- BASM - Stichting tot behoud van Authentieke Stoomvaartuigen en Motorsleepboten
- Musea - Het HavenMuseum Rotterdam; het Scheepvaartmuseum Amsterdam; het Zuiderzeemuseum
- LVBHB - Landelijke Vereniging tot Behoud van het Historisch Bedrijfsvaartuig
- NVBZ - Nederlandse Vereniging tot Behoud van Zeilwherries "Het Zeilend Scheehout"
- NVORG - Nautische Vereniging "Oude Reddings Glorie"
- SSRP - Stichting Stamboek Ronde en Platbodemjachten
- SBH - Stichting Behoud Hoogaars
- SKZ - Stichting Kotterzeilen
- SLW - Stichting Langedijk Waterrijk
- VBB - Vereniging Botterbehoud
- VBOG - Vereniging van Booteigenaren "Oude Glorie"
- VBZ - Vereniging tot Behoud van de Zalmschouw
- VDMS - Vereniging De Motorsleepboot
- VKSJ - Vereniging Klassieke Scherpe Jachten

## Criteria voor aanmelding en opname in het Register
Schepen dienen ouder te zijn dan vijftig jaar en een ligplaats te hebben in Nederland ofwel te varen onder Nederlandse vlag. Het scheepstype was meer dan vijftig jaar geleden beeldbepalend op de Nederlandse wateren of was typerend binnen de ontwikkeling van de Nederlandse scheepsbouw.
- Schepen die hieraan voldoen worden opgenomen in het RVEN.
- Schepen, die aan de algemene criteria voldoen en waarvan het uiterlijk en de relatie met het vroegere gebruik in voldoende mate is behouden, worden in het RVEN opgenomen als varend monument®.

## Wimpel
Varende monumenten zijn herkenbaar aan de speciale onderscheidingswimpel "Varend Monument", die bij het verlenen van de betreffende status in bruikleen wordt gegeven. Op 20 februari 2000 werd de eerste wimpel uitgereikt door Ir. P.J. Jansen, voorzitter van de sectie Varende Monumenten, tijdens de HISWA, de watersportbeurs in de RAI te Amsterdam. Gerard en Maartje Meijer, eigenaren van de Wilnisse aak de "Vriendschap" uit 1897, ontvingen deze wimpel als eerste.

## Privileges van varende monumenten
- Vaak mogen varende monumenten zonder het betalen van havengeld gebruikmaken van faciliteiten of tegen gereduceerd tarief.
- Tot 1 januari 2013 mocht rode, laagbelaste gasolie worden gebunkerd, volgens de gedoogregeling uit het Handboek Accijns. Voor niet-commercieel varende historische schepen van voor 1950, alsmede individuele replica's van zulke vaartuigen, gold dat ze die onder de voorwaarde van een goede administratie alleen nog mochten opgebruiken.[1]